# Paraamblyseius dinghuensis
Paraamblyseius dinghuensis är en spindeldjursart som först beskrevs av Wu och Qian 1982.  Paraamblyseius dinghuensis ingår i släktet Paraamblyseius och familjen Phytoseiidae. Inga underarter finns listade i Catalogue of Life.